# 13,5″ морско оръдие Mark V
13,5 инчово морско оръдие Mk V е британско корабно оръдие с калибър 343 mm. Оръдието е разработено през 1910 г. от фирмата „Викерс“. С 13,5" оръдия от типа Mark V (по 10 оръдия в пет двуоръдейни кули на всеки) са въоръжени 12 линейни кораба от типовете „Орион“, „Кинг Джордж V“, „Айрън Дюк“ и (с по 8 оръдия в 4 кули) линейните крайцери „Лайън“, „Принцес Роял“, „Куин Мери“ и „Тайгър“. В годините на Втората световна война три оръдия от дадения тип са поставени на железопътни платформи.

## Конструкция на оръдието
Каналът на ствола оръдието има дължина от 45 калибра (с 5 калибра по-малко в сравнение с 305-мм оръдие Mark XI образец 1905 г.) или 15 435 мм, дължината на нарезната част е 12 943 мм. Общата дължина на оръдието със затвора е 15 898 мм, стволът на оръдието тежи 76 тона.
В боекомплекта на оръдията влизат 567-кг фугасни и 635-кг бронебойни снаряди, теглото на заряда от нитроглицерин-пироксилинов бездимен барут към снарядите е равен, съответствено, на 132,9 кг и 134,7 кг. Началната скорост на снаряда при дулния срез съставлява 824 м/с. Каналите на оръдията след всеки изстрел се продухват със свеж въздух и въглероден диоксид. Насочването на оръдията по вертикала се осъществява с помощта на издигането на люлеещата се част от ствола от цапфите, а по хоризонтала – чрез завъртането на цялата кула по вертикалната ос с помощта на механизмите за хоризонтално насочване. Ъглите на насочване се задават на наводчика от артилерийския офицер от поста за управление на огъня.